# ホリネズミ
ホリネズミ (掘鼠)は、哺乳綱ネズミ目（齧歯目）ネズミ亜目ホリネズミ科に属する哺乳類の総称。英語圏ではゴーファー（英: Gopher）と呼ばれる。
中央アメリカおよび北アメリカに5属35種が生息する。
地下に広大なトンネルを掘ることで知られている。同地域に分布し、地下に巣穴を掘るリス科のジリスが、しばしば誤ってゴーファーと呼ばれる。
ミネソタ州の愛称のひとつは、"the Gopher State"（ホリネズミの州）である。

## 分布
中央アメリカおよび北アメリカ（固有種）

## 形態
体長12-35センチメートル、中央アメリカに生息する種には、体重が1キログラムになるものもある。
いずれの種も、オスはメスよりも体が大きく、体重差は2倍近くになる。
被毛は、ほとんどの種が茶色で、しばしば住んでいる土の色によく合う色をしている。英名の "pocket gopher" の由来となった、大きな頬袋を持つ。 頬袋は、内側に毛が生えており、口の両側から肩に届くまで広がる。 
土を掘り、狭いトンネルの中で生活するのに適した体になっており、ずんぐりした体に、首はほとんどなく、巨大な門歯と、長い爪の生えた、力強く短い手足を持つ。
目は小さく、毛の生えた短い尾は、後ずさりする際にトンネルを探るために使う。

## 生態
生活のほとんどを地中で過ごす。すべての種が、網目状につながったトンネルと巣穴を掘り、食べ物を探したり、休息したり、頬袋を使って食物を巣穴へ運んで貯蔵したりする。ジリスとは異なり、ホリネズミは大きな群れで暮らすことはなく、地上で見かけることも滅多にない。巣穴は、土が柔らかくトンネルを掘りやすい地域に見られる。家庭菜園や畑といった人間の生活圏でも巣穴を掘り、芝生が排土の塚だらけになることもある。
草食性で、主に根や塊茎を食べる。いくつかの種は農作物を食害する。プラスチックのパイプやホースなどをかじることもある。以上のことから害獣と見なされ、駆除業者も存在する。
繁殖期以外は単独生活者で、縄張りを持つ。お互いに縄張りが隣接している場合、オスとメスがいくつかの巣穴や巣室を共有することもあるが、通常は、個体ごとに自分の巣穴とトンネルを持つ。種や地域の環境によって、繁殖は年1回、または年間を通して複数回行う。1度の出産で2-5頭を産むが、いくつかの種では数がより多くなる。子はおよそ生後40日で離乳する。
しばしば外部寄生虫を媒介する。
主な捕食者に、イタチ、ヘビ、タカがいる。
寿命は、病気や捕食されることがないと仮定して、1−3年。
最長の寿命は約5年である。トウブホリネズミ属 Geomys のような数種のホリネズミは、野生での寿命が7年までと記録されている。

## 分類

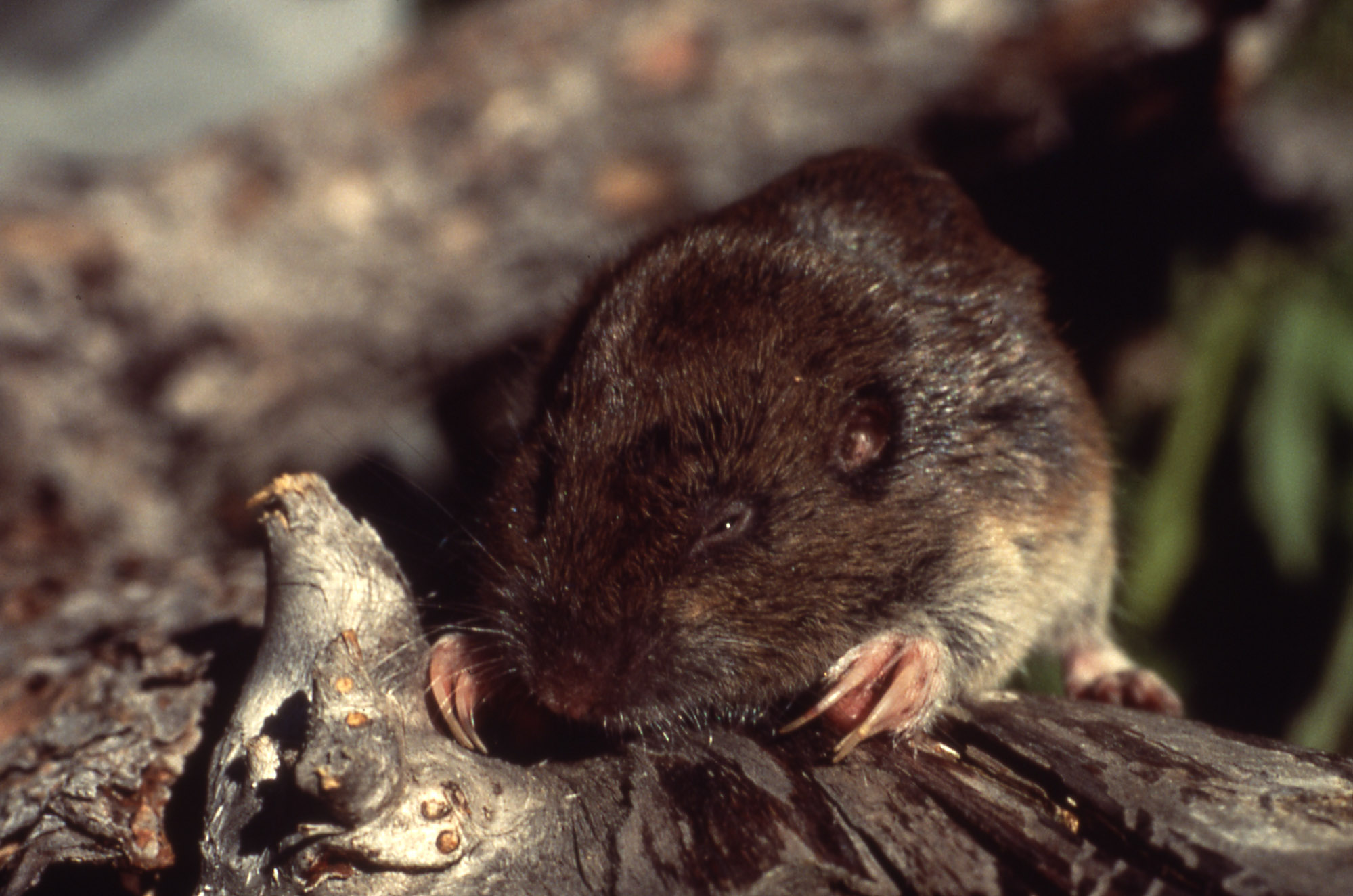
典型的なホリネズミ

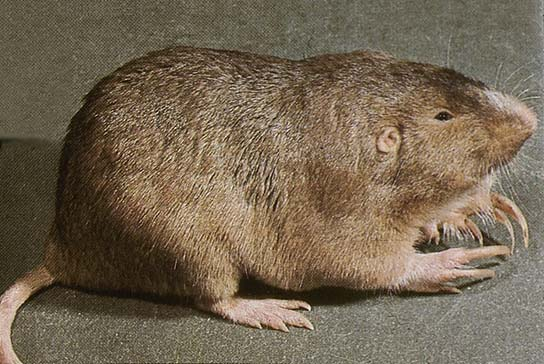
トウブホリネズミ

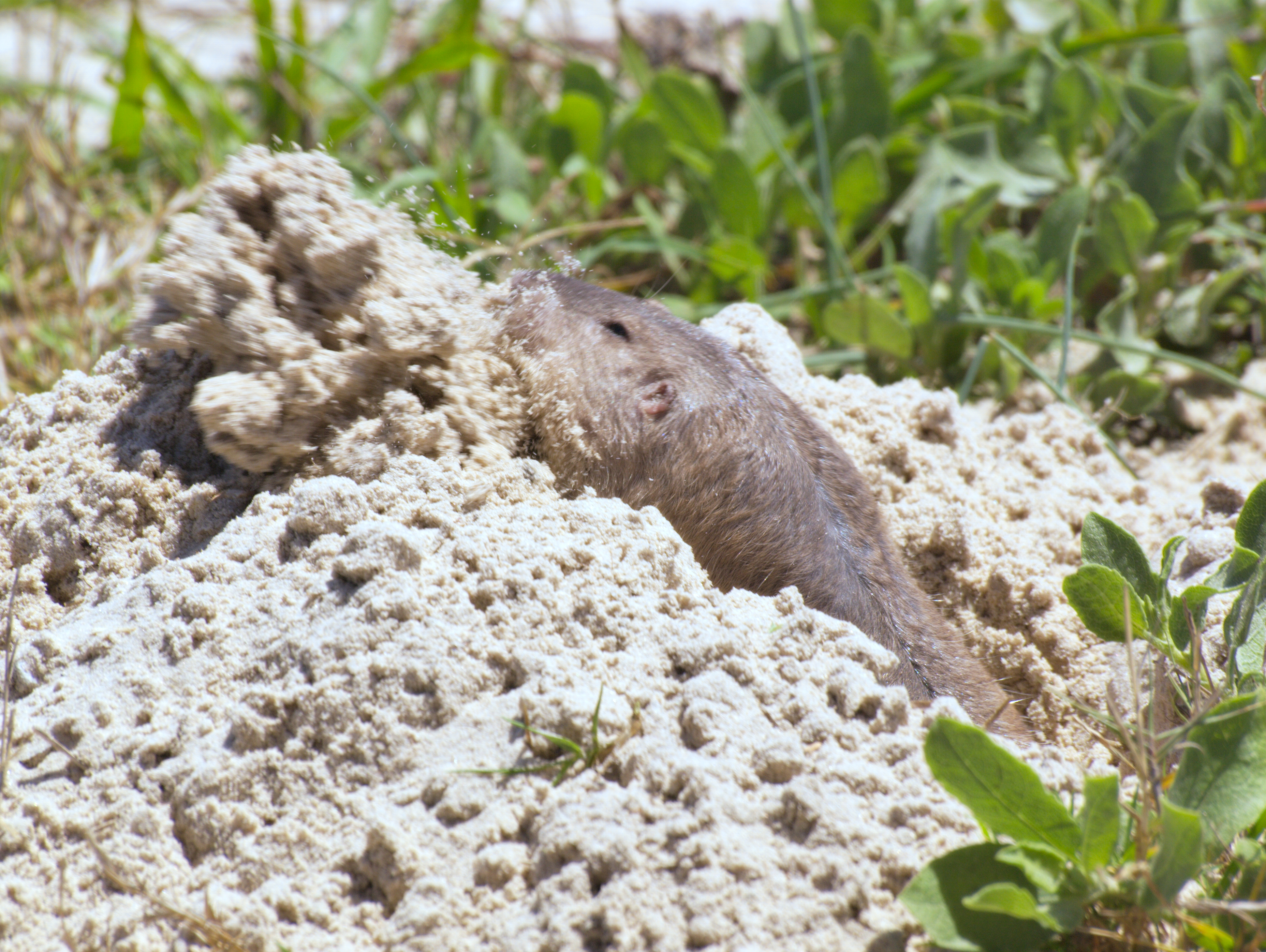
巣穴を掘るテキサスホリネズミ

5属35種が属する。ただし、分類については議論が続いており、以下のリストが決定版ではない。
- ホリネズミ科
  - Cratogeomys - Pappogeomys の亜属とする研究者もいる。
    - キガオホリネズミ Cratogeomys castanops
    - Oriental Basin pocket gopher Cratogeomys fulvescens
    - ケムリホリネズミ Cratogeomys fumosus
    - リャノホリネズミ Cratogeomys gymnurus
    - メリアムホリネズミ Cratogeomys merriami

  - トウブホリネズミ属 Geomys - アメリカ南西部、シエラネバダ山脈東部
    - サバクホリネズミ Geomys arenarius - 2亜種
    - Attwater's pocket gopher Geomys attwateri
    - トウブホリネズミ Geomys bursarius - 2亜種
    - Knox Jones's pocket gopher Geomys knoxjonesi
    - テキサスホリネズミ Geomys personatus - 5亜種
    - ミナミホリネズミ Geomys pinetis - 4亜種
    - Geomys texensis - 2亜種

  - タルトゥーサホリネズミ属 Orthogeomys - メキシコ、中央アメリカ、コロンビア
    - チリキホリネズミ Chiriqui pocket gopher (Orthogeomys cavator)
    - チェリーホリネズミ Orthogeomys cherriei
    - タルトゥーサホリネズミ Orthogeomys cuniculus
    - ダリエンホリネズミ Orthogeomys dariensis
    - オオホリネズミ Orthogeomys grandis
    - カワリホリネズミ Orthogeomys heterodus
    - アラゲホリネズミ Orthogeomys hispidus
    - ベラクルスホリネズミ Orthogeomys lanius
    - ニカラグアホリネズミ Orthogeomys matagalpae
    - Thaeler's pocket gopher Orthogeomys thaeleri
    - アンダーウッドホリネズミ Orthogeomys underwoodi

  - キガオホリネズミ属 Pappogeomys - メキシコ
    - アルコルンホリネズミ Pappogeomys alcorni
    - ブラーホリネズミ Pappogeomys bulleri

  - セイブホリネズミ属 Thomomys - 北アメリカ
    - セイブホリネズミ Thomomys bottae - 195亜種
    - キタホリネズミ Thomomys bulbivorus
    - ワイオミングホリネズミ Thomomys clusius
    - アイダホホリネズミ Thomomys idahoensis
    - マザマホリネズミ Thomomys mazama - 4亜種
    - ヤマホリネズミ Thomomys monticola
    - モグラホリネズミ Thomomys talpoides - 53種
    - タウンゼンドホリネズミ Thomomys townsendii
    - メキシコホリネズミ Thomomys umbrinus

  - ミチョアカンホリネズミ属 Zygogeomys
    - ミチョアカンホリネズミ Zygogeomys trichopus